# Мердо Мак-Лауд
Мердо Маклауд (англ. Murdo MacLeod, нар. 24 вересня 1958, Глазго) — англійський футболіст, що грав на позиції півзахисника, зокрема, за клуб «Селтік», а також національну збірну Шотландії. По завершенні ігрової кар'єри — тренер.
Чотириразовий чемпіон Шотландії. Дворазовий володар Кубка Шотландії. Володар Кубка Німеччини. Володар Суперкубка Німеччини.

## Клубна кар'єра
У дорослому футболі дебютував 1975 року виступами за команду клубу «Дамбартон», в якій провів три сезони, взявши участь у 87 матчах чемпіонату. 
Своєю грою за цю команду привернув увагу представників тренерського штабу клубу «Селтік», до складу якого приєднався 1978 року. Відіграв за команду з Глазго наступні дев'ять сезонів своєї ігрової кар'єри. Більшість часу, проведеного у складі «Селтіка», був основним гравцем команди. За цей час чотири рази виборював титул чемпіона Шотландії.
1987 року прийняв пропозицію приєднатися до дортмундської «Боруссії». Відіграв за дортмундців три сезони, допомігши команді вибороти Кубок Німеччини і Суперкубок країни.
Згодом з 1990 по 1995 рік грав на батьківщині у складі команд клубів «Гіберніан» та «Дамбартон» (в останньому як граючий тренер).
Востаннє виходив на футбольне поле у формі команди «Партік Тісл», яку тренував з 1995 року і за яку провів одну гру.

## Виступи за збірну
1985 року дебютував в офіційних матчах у складі національної збірної Шотландії. Протягом кар'єри у національній команді, яка тривала 7 років, провів у формі головної команди країни 20 матчів, забивши 1 гол.
У складі збірної був учасником чемпіонату світу 1990 року в Італії, де виходив на поле у двох з трьох матчів своєї команди на турнірі.

## Кар'єра тренера
Розпочав тренерську кар'єру, ще продовжуючи грати на полі, 1993 року, очоливши тренерський штаб клубу «Дамбартон».
1995 року став головним тренером команди «Партік Тісл», тренував цю команду з Глазго два роки.
Останнім місцем тренерської роботи був клуб «Селтік», в якому Мердо Маклауд був асистентом головного тренера з 1997 по 1998 рік.

## Титули і досягнення
- Чемпіон Шотландії (4):

«Селтік»: 1978-1979, 1980-1981, 1981-1982, 1985-1986
- Володар Кубка Шотландії (2):

«Селтік»: 1979-1980, 1984-1985
- Володар Кубка Німеччини (1):

«Боруссія» (Дортмунд): 1988-1989
- Володар Суперкубка Німеччини (1):

«Боруссія» (Дортмунд): 1989